# Fußmaschine

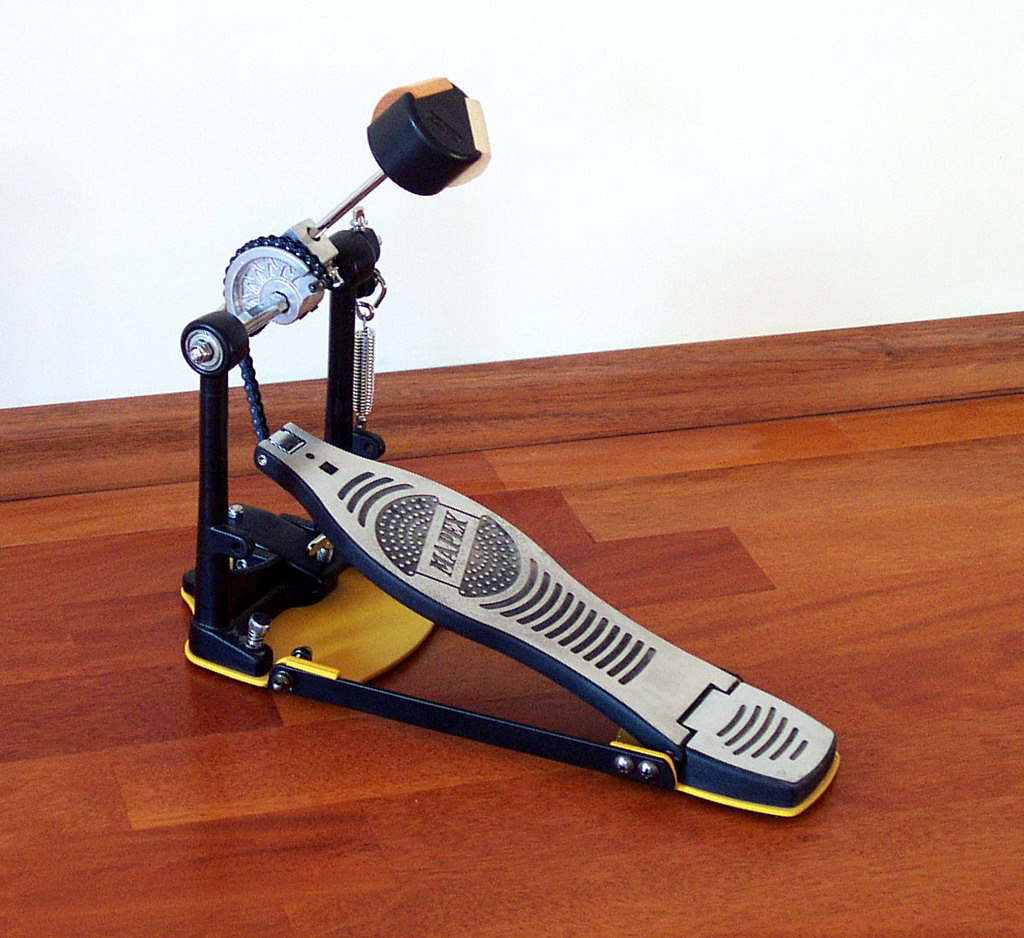
Einzelfußmaschine

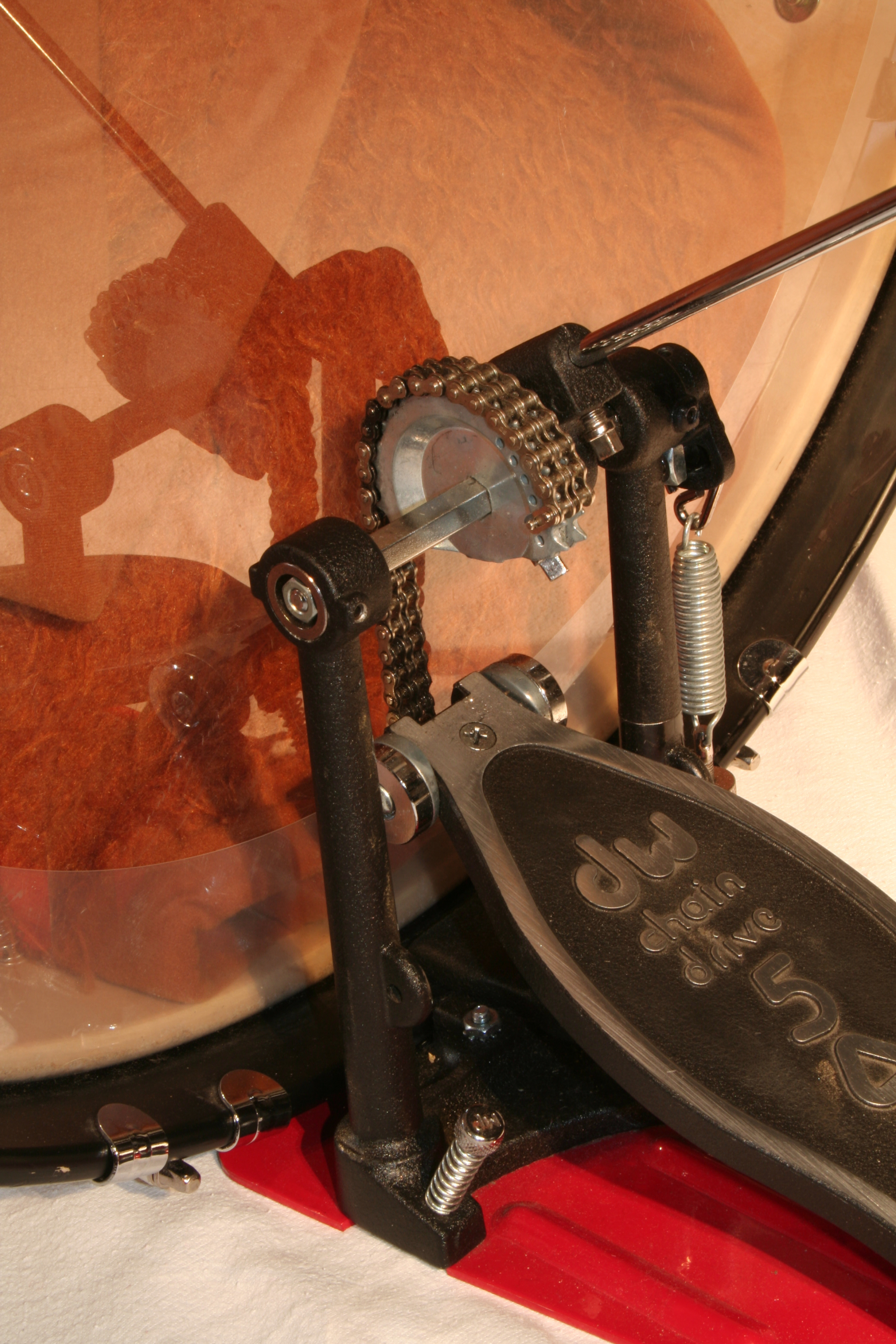
Mechanik einer Fußmaschine

Doppelfußmaschine mit Kardanwelle

Die Fußmaschine dient dazu, die große Trommel (Bass Drum) oder den Basscajón am Schlagzeug mit dem Fuß zu spielen. Sie besteht aus einem Schlägel, der über eine Kette, einen Riemen oder ein Metall-Gelenk, die am Pedal befestigt sind, betätigt wird. Dieser Schlägel ist auf einer Achse gelagert, so dass er vor und zurück schwingen kann, also orthogonal zum Fell der Trommel. Durch einen Tritt auf das Pedal wird der Schlägel auf das Fell geschlagen. Wird das Pedal entlastet, sorgt eine Feder dafür, dass der Schlägel zurückschwingt.

## Techniken
Während viele Schlagzeuger in der Auswahl der Technik variieren, passiert es oft, dass auf mehrere Techniken (speziell bei dem Bedarf an hoher Dynamik) zurückgegriffen wird, oder die Technik eine Variation aus den verschiedenen Spielweisen ist.
Weit verbreitete Grundtechniken beim Spielen der Fußmaschine sind:
- Heel-down: Der gesamte Fuß liegt auf dem Pedal und es wird durch eine Drehbewegung aus dem Sprunggelenk bewegt. Vor allem gut für sehr dynamisches, kontrolliertes Spiel.
- Heel-up: Die Ferse ist bei dieser Technik vom Pedal abgehoben, während das Anschlagen durch die Beinbewegung zustande kommt. Eine gute Technik für sehr lautes Spiel, die jedoch (durch die gesteigerte Bewegung) bei sehr hoher Geschwindigkeit auch relativ hohe Ausdauer abverlangt.

Weitere Techniken:
- Heel-Toe: Hier wird abwechselnd mit der Ferse und dem Fußballen angeschlagen. Durch diese leicht wippende Bewegung können zwei Anschläge mit einer Fußbewegung erzielt werden.
- Flat-Foot: Eine Technik, die das Gefühl vermittelt, eine Zwischenstufe zwischen der „Heel-Down“ und der „Heel-Up“-Technik zu sein. Speziell bei schnelleren Figuren bevorzugt, bietet diese Technik eine gute Kombination aus Kontrolle, Lautstärke und Ausdauer.
- Swivel: Während der Fuß in der „Heel-Up“-Position mit dem Schlägel auf dem Fell ruht, wird eine Bewegung ausgeführt, die etwas an das schnelle Austreten einer Zigarette erinnert. Es können somit enorme Geschwindigkeiten erreicht werden. Prominentester Nutzer dieser Technik ist George Kollias, Schlagzeuger der Death-Metal-Band Nile.

## Doppelfußmaschine
Zum Spielen von Doublebass werden entweder zwei Bassdrums mit je einer Fußmaschine oder eine einzelne Bassdrum mit einer speziellen doppelten Fußmaschine benutzt, die zwei Schlägel besitzt, welche über ein fest montiertes und ein an einer Kardanwelle hängendes Pedal angesteuert werden. Diese Fußmaschinen sind als Rechts-, Links- oder Mittelpedalvariante (mit zwei Kardanpedalen) erhältlich.
Angeboten werden auch sog. Twin- und Triple-Effect-Pedale: Beim Twin-Effect-Pedal handelt es sich um eine Fußmaschine mit Doppelschlägel, die jedoch nur über ein „Pedal“ verfügt, welches in einen Fußballen- und einen Fersendruckpunkt unterteilt ist und das Doublebass-Spielen mit nur einem Fuß ermöglicht. Das Triple-Effect-Pedal ist eigentlich ein Twin-Effect-Pedal, jedoch wurde einer der beiden Schlägel zusätzlich mit einem weiteren Kardanpedal gekoppelt, was extreme Schlagfrequenzen ermöglicht.
Das Spielen der Bassdrum mit beiden Füßen erfordert einige Übung, da der zweite Fuß generell oft für die Hi-Hat benötigt wird. Entsprechend muss entweder oft zwischen den Fußmaschinen gewechselt werden oder eine „Drop Clutch“ verwendet werden, mit dem das Becken in der offenen oder geschlossenen Position arretiert wird und seinen Zustand durch einen Pedaltritt oder Stockschlag ändert. Inzwischen gibt es auch Doppelfußmaschinen, die mit nur einem Pedal mittels einer speziellen Mechanik zwei Schlägel antreiben kann, wobei man den zweiten Schlägel wahlweise zu- oder abschalten kann. Eine weitere Neuheit, die darauf aufbaut, ist eine Kombination dieser Maschine mit dem klassischen Doppelpedal, so dass ein sogenanntes „Triple Pedal“ entsteht, das mit zwei Pedalen, Kardanwelle und drei Schlägel arbeitet. Damit lassen sich Figuren spielen, die bislang nicht möglich waren.